# Thermanaerovibrio acidaminovorans
Thermanaerovibrio acidaminovorans è una specie di batterio appartenente alla famiglia delle Syntrophomonadaceae.